# Vida especular
La vida especular (o vida espejo) es una forma hipotética de vida con bloques de construcción moleculares idénticos pero enantioméricos.      Louis Pasteur fue el pionero en teorizar sobre la vida especular.  Aunque esta forma de vida alternativa no ha sido descubierta en la naturaleza, se está trabajando para lograr construir una versión «en espejo» de la maquinaria molecular de la biología.  Recientemente, algunos científicos han propuesto prohibir la creación de vida espejo, incluidas las bacterias espejo, debido a su potencial para escapar a las defensas inmunes e invadir los ecosistemas naturales.  

## Homoquiralidad
Muchas de las moléculas esenciales para la vida en la Tierra pueden existir en dos formas de imagen especular, denominadas levógiras y dextrógiras. Estos términos se refieren a la dirección en la que la luz polarizada se desvía cuando atraviesa una disolución pura de la molécula. Sin embargo, los organismos vivos no utilizan ambas. Las proteínas están compuestas exclusivamente de aminoácidos levógiros mientras que el ARN y el ADN contienen únicamente azúcares dextrógiros. Este fenómeno se conoce como homoquiralidad.  No se sabe si la homoquiralidad surgió antes o después de la vida, si los componentes básicos de la vida deben tener esta quiralidad particular o, de hecho, si la vida necesita ser homoquiral.  Las cadenas de proteínas construidas a partir de aminoácidos de quiralidad mixta tienden a no plegarse ni funcionar como catalizadores, pero se han construido proteínas que son imágenes especulares y que funcionan de la misma manera pero sobre sustratos de quiralidad opuesta. 

## El concepto
Hipotéticamente, debería ser posible recrear un ecosistema entero en imagen especular. Los avances en biología sintética, como la síntesis de virus en 2002, las bacterias parcialmente sintéticas en 2010 o los ribosomas sintéticos en 2013, pueden llevar a la posibilidad de sintetizar completamente una célula viva a partir de moléculas pequeñas, para lo cual podríamos utilizar versiones de imagen especular (enantiómeros) de las moléculas básicas de la vida, en lugar de las naturales. Algunas proteínas se han sintetizado en su versión especular, incluida la polimerasa en 2016.  
La reconstrucción de formas de vida naturales en forma de imagen especular, incluyendo los componentes celulares, podría lograrse sustituyendo aminoácidos levógiros por aminoácidos dextrógiros, con el fin de crear enantiómeros de todas las proteínas naturales. De manera análoga, se podrían crear azúcares especulares, ADN, etc., sobre los cuales las enzimas artificiales funcionarían a la perfección. Como consecuencia se podría constriur un organismo especular entero que fuera un fiel reflejo del organismo natural modelo: un organismo homólogo quiral.
Con respecto a la fuerza electromagnética, esta no debería verse afectada por un homólogo quiral artificial, puesto que no cambia bajo dicha transformación de reflexión molecular (simetría P). Es posible que se diese una pequeña modificación de las interacciones débiles, que puede producir correcciones, aunque serían muchos órdenes de magnitud inferiores al ruido térmico: casi con total certeza demasiado pequeñas para alterar cualquier bioquímica.  Sin embargo, también hay teorías que indican que las interacciones débiles pueden tener un mayor efecto en ácidos nucleicos o cadenas de proteínas más largas, lo que resultaría en una conversión mucho menos eficiente de ribozimas espejo que de ribozimas naturales. 
Los células o bacterias espejo necesitarían alimentarse de alimentos especulares, producidos por organismos homólogos quirales. Se presupone que, por ejemplo, los virus espejo no podrían atacar a las células naturales, al igual que los virus naturales no podrían atacar a las células espejo. 
La vida especular presenta peligros potenciales. Por ejemplo, si se crease una versión quiral de las cianobacterias, que sólo necesitan nutrientes aquirales y luz para la fotosíntesis, estas podrían conquistar los ecosistemas de la Tierra debido a la falta de enemigos naturales (porque no la podrían digerir) y de enemigos artificiales (dado que no estarían creados aún), perturbando la base de la cadena alimentaria al producir versiones especulares de azúcares complejos. Algunas bacterias pueden digerir {{Versalita|L}}-Glucosa ; excepciones como ésta darían lugar a algunas formas de vida raras tras una ventaja evolutiva repentina e inesperada.

## Aplicaciones
La aplicación directa de organismos quirales/especulares puede ser la producción en masa de enantiómeros de moléculas producidas por la vida normal.
- Medicamentos enantiopuros: algunos productos farmacéuticos tienen una actividad conocida diferente según su forma enantiomérica.
- Aptámeros (aptámeros de ácido l-ribonucleico): algunos grupos de investigación llevan a cabo una laboriosa síntesis química para crear formas especulares de hebras cortas de ADN o ARN llamadas aptámeros, que se unen a objetivos terapéuticos, como proteínas, para bloquear su actividad. La idea es que su eficacia podría mejorarse porque no son degradados por las enzimas del cuerpo. [16]
- La l-Glucosa, enantiómero de la glucosa habitual, es un azúcar con un sabor parecido al del azúcar estándar, pero no se metaboliza de la misma manera. Los últimos avances podrían permitir una producción industrial más barata, económicamente rentable. No obstante, tiene otra desventaja: sus efectos laxantes. [17]Por lo que habría que buscar una solución antes de poder comercializarlo como sustituto de la glucosa.

## En la ficción
La creación de un humano especular es la base del cuento de 1950 Error técnico de Arthur C. Clarke.  En esta historia, un accidente transforma a una persona en su imagen especular, lo que se explica mediante un viaje a través de una hipotética cuarta dimensión física.
En la novela de Star Trek de 1970 ¡Spock debe morir! de James Blish, el oficial científico del USS Enterprise se replica en forma de espejo debido a un accidente en el transportador. Se encierra en la enfermería, donde puede sintetizar formas especulares de nutrientes básicos necesarios para su supervivencia. 
Una máquina alienígena que invierte la quiralidad y un simbionte sanguíneo que funciona correctamente sólo cuando está en una quiralidad fueron temas centrales de la novela de Roger Zelazny de 1976 , Puertas en la arena. 
En el planeta que da nombre a la novela Grass de Sheri S. Tepper de 1989, algunas formas de vida han evolucionado para utilizar el isómero dextrógiro de la alanina. 
En la serie Mass Effect, la quiralidad de los aminoácidos en los alimentos se analiza a menudo tanto en los diálogos como en los archivos de enciclopedia.
En la novela de ciencia ficción de 2014 Cibola Burn de James SA Corey, el planeta Ilus tiene vida indígena con quiralidad parcialmente especular. Esto hace que los colonos humanos sean incapaces de digerir la flora y la fauna nativas y complica enormemente la agricultura convencional. En consecuencia, los colonos tienen que recurrir a la agricultura hidropónica y a la importación de alimentos. 
En la novela de Daniel Suárez de 2017, Change Agent, se revela que un antagonista, Otto ―apodado el «Hombre Espejo»―, es un humano especular modificado genéticamente. Él ve a otros humanos con desdén y les provoca una inexplicable repulsión por su sola presencia. 
El concepto se utiliza durante la serie de Ryan North de 2023 sobre Los Cuatro Fantásticos como una amenaza existencial hacia la población humana. 